# Romain Quirot
Pour les articles homonymes, voir Quirot.
Romain Quirot est un scénariste, réalisateur et romancier français, né le 7 octobre 1985.

## Biographie
Après avoir étudié les sciences criminelles, il commence sa carrière en dirigeant des clips musicaux avant de réaliser des publicités en France et aux États-Unis.
En 2012, il réalise un documentaire sur le rap alternatif français Un jour peut-être, une autre histoire du rap français.
Il remporte le Grand prix du Jury du 4e Nikon Film Festival en 2013 avec le court métrage Un vague souvenir. Il fait également partie du jury de ce festival présidé par le réalisateur Alexandre Astier en 2023.
En 2014, il est lauréat Court-Métrage de l’Audi Talent Award où il a présenté Le Dernier Voyage de l'énigmatique Paul W.R. (2015), un film de science-fiction décalé et poétique. Le film est primé dans plus de cinquante festivals et est dans les 50 finalistes des Oscars 2017.
En 2017, il publie le premier tome de la saga Gary Cook, aux éditions Nathan, coécrit avec Antoine Jaunin. Le second tome, La Voix des étoiles, parait l'année suivante. Les critiques mettent en avant l'originalité de l'univers, le rythme et l'écriture très cinématographique,.
En 2018, Romain Quirot réalise Sans réseau, un documentaire diffusé sur France 2. Tourné comme un long métrage, ce documentaire ovni immerge le téléspectateur dans une ambiance étrange, peuplée de personnages bouleversants.
En 2019, il tourne son premier long métrage Le Dernier Voyage, adaptation du court métrage Le Dernier Voyage de l'énigmatique Paul W.R.. Hugo Becker, Jean Reno et Philippe Katerine sont annoncés au casting. Présenté dans plusieurs festivals en 2020, le film ne sort en salles qu'en 2021 en raison de la pandémie de Covid-19. L'ambition de ce projet de science fiction, tourné avec un petit budget, permet au réalisateur de se faire remarquer. Le film est nommé au prix du meilleur film et obtient le prix Méliès du meilleur film de SITGES. 
En 2023, Romain Quirot signe un film de super héros français "Etincelle" pour le Futuroscope. Le projet qui mêle animation et prise de vue réelle est salué par la presse.
La même année sort son second long métrage, Apaches. Un film sur les gangs qui faisaient régner la terreur à Paris en 1900. 

## Filmographie

### Courts métrages
- 2011 : Juste avant l'aube
- 2013 : Un vague souvenir
- 2015 : Le Dernier Voyage de l'énigmatique Paul W.R.

### Documentaires
- 2012 : Un jour peut-être, une autre histoire du rap français
- 2018 : Sans réseau

### Longs métrages
- 2020 : Le Dernier Voyage
- 2023 : Apaches

### Publicités
- 2021 : Les nouvelles consignes de sécurité [15]pour Air France

## Publications
- 2017 : Gary Cook, tome 1 : Le Pont des oubliés.
- 2018 : Gary Cook, tome 2 : La Voix des étoiles.

## Distinctions
- Nikon Film Festival 2013 : grand prix du jury
- Audi Talent Award 2014 : lauréat